# De Buitenhof
De Buitenhof is een buurt in de stad Groningen tussen het Stadspark en het dorp Hoogkerk, die volgens de gemeente onderdeel vormt van de wijk Hoogkerk e.o. (sinds 2014) en volgens het CBS van de Stadsparkwijk. Aan de Rozenburglaan aan de zuidkant van de wijk is ook het kantorenpark Kranenburg te vinden. Een aantal ICT-bedrijven hebben in Kranenburg hun Groningse vestiging. Het kantorenpark ligt gedeeltelijk achter het woonwagenkamp De Kring.
De meeste woningen in de wijk zijn villa's. Aan de Eemsgolaan in de wijk bevindt zich ook een Park + Ride-parkeerplaats die op 4 februari 2006 in gebruik is genomen. Vanaf deze parkeerplaats rijdt een stadsbus naar de binnenstad.
De wijk en het kantorenpark zijn bereikbaar via de Peizerweg en de Eemsgolaan. Aan de Peizerweg hebben enkele boerderijen gestaan waaronder de Kranenburg en de Rozenburg. Op de erven van de voormalige boerderijen zijn de buurten Peizerhoeve en Peizerhoven ontwikkeld.